# Comuna Klubivka, Ripkî
Klubivka (în ucraineană Клубівка) este o comună în raionul Ripkî, regiunea Cernihiv, Ucraina, formată din satele Klubivka (reședința), Lîzunova Rudnea, Oleksandrivka-Druha și Vîr.

## Demografie
Componența lingvistică a comunei Klubivka
     Ucraineană (97,7%)
     Rusă (1,44%)
     Alte limbi (0,86%)
Conform recensământului din 2001, majoritatea populației comunei Klubivka era vorbitoare de ucraineană (97,7%), existând în minoritate și vorbitori de rusă (1,44%).